# Junichi Masuda
Junichi Masuda (Yokohama, 1968) és un productor de videojocs japonès. Junichi Masuda ha estat involucrat en la saga Pokémon des del desenvolupament del primer videojoc, Pokémon Rojo i Pokémon Azul. Ha treballat en tots els desenvolupaments de tots els videojocs de Pokémon creats per Game Freak Inc., i ha estat responsable de diverses àrees de treball, incloses disseny, composició de música, guió i programació. Junichi Masuda ha estat el director de Pokémon X i Pokémon Y, llançats el 2013, i ha treballat com a productor per a Pokémon Rubí Omega i Pokémon Zafiro Alfa, del 2014.

## Projectes
- Mendel Palace (1989) — Compositor
- Yoshi (1991) — Compositor
- Magical Taruruuto-Kun (Mega Drive) (1992) — Compositor
- Mario & Wario (1993) — Compositor
- Pulseman (1994) — Compositor
- Pokémon Red and Blue (1996) — Compositor, Programador
- Bushi Seiryuden (1997) — Compositor
- Pokémon Yellow (1998) — Compositor
- Pokémon Stadium (1999) — Advisor
- Pokémon Gold and Silver (1999) — Assistant Director, Compositor, Dissenyador, US Coordination
- Pokémon Crystal (2000) — Compositor
- Pokémon Ruby and Sapphire (2002) — Director, Compositor, Dissenyador
- Pokémon FireRed and LeafGreen (2004) — Director, Compositor, Dissenyador
- Drill Dozer (2005) — Productor
- Pokémon Diamond and Pearl (2006) — Director, Compositor
- Pokémon HeartGold and SoulSilver (2009) — Productor, Compositor
- Pokémon Black and White (2010) — Director, Productor, Compositor
- Pokémon Black and White 2 (2012) — Productor
- HarmoKnight (2012) — General Productor
- Pokémon X and Y (2013) — Director, Productor, Compositor